# Møbelringen Cup 2013
Møbelringen Cup 2013 var den 13. udgave af kvindehåndboldturneringen Møbelringen Cup og blev afholdt fra den 29. november – 1. december 2013 i Drammenshallen i Drammen i Norge. Turneringen havde deltagelse af Rusland, Sydkorea, Holland og værtsnationen Norge. Turneringen blev vundet af Norge. 

## Resultater
| Dato  | Hold 1   | Hold 2   | Resultat |
| ----- | -------- | -------- | -------- |
| 29.11 | Rusland  | Sydkorea | 36-36    |
| 29.11 | Norge    | Holland  | 28-26    |
| 30.11 | Sydkorea | Holland  | 33-33    |
| 30.11 | Norge    | Rusland  | 32-24    |
| 1.12  | Holland  | Rusland  | 28-27    |
| 1.12  | Norge    | Sydkorea | 26-21    |
| Kilde |          |          |          |

| Hold     | Kampe | Mål   | Point |
| -------- | ----- | ----- | ----- |
| Norge    | 3     | 86-71 | 6     |
| Holland  | 3     | 87-88 | 3     |
| Sydkorea | 3     | 90-95 | 2     |
| Rusland  | 3     | 87-96 | 1     |
| Kilde    |       |       |       |